# Pogonatum
Pogonatum là một chi rêu trong họ Polytrichaceae.